# ASProtect
ASProtect - програма є системою захисту від несанкціонованого копіювання виконавчих файлів Windows, а також систему встановлення захисту програми. Нині захист програм, захищених ASProtect оминається.
Програма створена спеціально для розробників програмного забезпечення й дозволяє легко створювати реєстраційні ключі, оціночні чи демо версії програм (наприклад програму що працює 30 днів).

## Недоліки
- Закритий код.
- Відсутність багатоплатформності.
- Незареєстрована версія працює 30 днів.